# 柯特拉维
柯特拉维(Kottravey)，印度达罗毗荼人神话中的狩猎女神，毗湿奴之妹，主要在狩猎部落中受到崇拜，后来在印度教神话中逐渐与难近母(Durga)-湿婆(Siva)之妻结合为一体。柯特拉维性情嗜血残暴，她的形象是一位站立在水牛头上，头上插着蛇形月牙饰物，身披兽皮（象皮和虎皮），配戴贝壳、圆盘，手拿利剑的女人。祭祀她的仪式具有狂欢和自戕行为。

## 相关神祇
湿婆：意为“幸福”、“带来幸福”，印度教神话中的主神之一，他既是“暴怒的”，又是“慈悲的”，他作为时间和水自然力的化身享受人祭，他是魔怪的征服者，是宇宙间创造力量和破坏力量的化身、被称为“大神”、“大天神”。湿婆头上饰以弯月，恒河从他的头发上流出，因为恒河从天上落下时，重量会破坏大地，因此湿婆用头接住。湿婆有4个头、4只手，分别拿着三股叉、沙钟形的鼓、神螺或饰有骷髅的棒，弓、网、羚羊等。他与妻子住在喜马拉雅山的最高峰，为三千界之主，佛教称他为“大自在天”。
毗湿奴：印度三教大主神之一，与梵天、湿婆一起合称三联神。其名字含有“无所不在”和“遍入”之意。吠陀文献特别赞扬他的侏儒化身，赞扬他三步跨越天界和地界的伟大神通。他的常见塑像有两种：一是躺在巨蛇背上鼾睡的漂游者；一是肤色深蓝、身穿黄袍的四臂天神，四手分别拿着轮宝、法螺、仙杖和莲花。妻子是吉祥天女，坐在金翅鸟迦楼罗(Garuda)身上。
难近母：印度教神话中湿婆的妻子，雪山女神的两个凶相化身之一。在神话中她以女武神的面目出现，是众神和宇宙秩序的保卫者。她的主要功勋之一是了被从天上赶至人间的水牛怪物摩醯湿。除难近母之外，任何英雄或动物都无法战胜这一怪物。难近母还化身为时母、旃蒙陀、多罗、难陀等形象建立了许多类似的功绩。难近母身穿红衣，骑狮或虎。有8、10或18只手，执各种兵器。其中有一支长矛或一条毒蛇，在孟加拉邦每年春秋两季都有祭祀她的节日。